# Вертай, Борис Прокофьевич
Борис Прокофьевич Вертай (09.04.1939 — 15.05.2011) — бригадир колхоза «Авангард» Козелецкого района Черниговской области, Герой Социалистического Труда (22.12.1977).

## Биография
Родился в селе Одинцы Козелецкого района Черниговской области в семье колхозников. После окончания Остерской средней школы (1956) работал в колхозе. В 1958—1961 учился в Нижинском техникуме механизации сельского хозяйства. В 1961—1962 механик колхоза «Шлях до коммунизму» («Путь к коммунизму»).
С 1962 бригадир тракторной бригады колхоза «Авангард» (с. Одинцы).
За высокие производственные достижения награждён орденами Ленина, Октябрьской революции, «Знак Почёта», медалью «За доблестный труд». 22.12.1977 присвоено звание Героя Социалистического Труда.
В 1973—1978 заочно учился в Белоцерковском сельскохозяйственном институте (агрономический факультет), окончил его с отличием.
В последующем (до конца 1990-х годов) работал председателем колхоза имени Ленина в с. Даневка Козелецкого района. После выхода на пенсию — почётный глава колхоза.